# Hyparrhenia dregeana
Hyparrhenia dregeana là một loài thực vật có hoa trong họ Hòa thảo. Loài này được (Nees) Stapf ex Stent mô tả khoa học đầu tiên năm 1923.